# Fédération de l'île Norfolk de basket-ball
La Fédération de l'île Norfolk de basket-ball est une association, fondée en 1988, chargée d'organiser, de diriger et de développer le basket-ball à l'Île Norfolk.
La Fédération représente le basket-ball auprès des pouvoirs publics ainsi qu'auprès des organismes sportifs nationaux et internationaux et, à ce titre, l'île Norfolk dans les compétitions internationales. Elle défend également les intérêts moraux et matériels du basket-ball de l'île Norfolk. Elle est affiliée à la FIBA depuis 1988, ainsi qu'à la FIBA Océanie.
La Fédération organise également le championnat national.